# Pachycerina decemlineata
Pachycerina decemlineata är en tvåvingeart som beskrevs av Meijere 1914. Pachycerina decemlineata ingår i släktet Pachycerina och familjen lövflugor. Inga underarter finns listade i Catalogue of Life.